# Филиппов, Василий Васильевич (учёный)
Василий Васильевич Филиппов (1 апреля 1951 — 31 мая 2022) — российский специалист в области надёжности конструкций и сооружений, эксплуатирующихся в экстремальных условиях, президент Академии наук Якутии (1994—2001, 2003—2008, с 2020), член-корреспондент РАН (1997).

## Биография
Родился 1 апреля 1951 года в селе Мытах Горного района ЯАССР.
В 1973 году окончил факультет промышленного и гражданского строительства Московского инженерно-строительного института (МИСИ), а в дальнейшем — аспирантуру там же.
В 1978 году защитил кандидатскую диссертацию, тема: «Сопротивляемость сталей хрупкому разрушению в строительных конструкциях, эксплуатирующихся в агрессивных средах».
В 1991 году защитил докторскую диссертацию, тема «Работоспособность металлических конструкций производственных зданий с геометрическими несовершенствами и коррозионными повреждениями (на примере объектов, эксплуатирующихся в Якутской АССР)».
В 1992 году присвоено учёное звание профессора.
С 1973 по 1998 год работал в Якутском государственном университете, пройдя путь от лаборанта до декана инженерно-технического факультета и ректора (1991—1998).
В 1997 году избран членом-корреспондентом РАН.
С 1998 по 2003 год — председатель Палаты Республики Государственного собрания (Ил Тумэн) РС(Я).
С 1993 года — действительный член Академии наук РС (Я), а с 1994 по 2001, с 2003 по 2008 и с 2020 года — президент Академии наук РС (Я).
С 2008 по 2011 год — заместитель директора по науке Института океанологии имени П. П. Ширшова РАН.
С 2012 года — советник Председателя Правления ОАО «Федеральная сетевая компания Единой энергетической системы».
Скончался 31 мая 2022 года в Якутске.

## Научная деятельность
Основное направление исследований: научное обоснование обеспечения безопасности промышленных зданий и сооружений в экстремальных условиях природных и техногенных факторов.
Создатель научной школы по проблемам эксплуатационной надёжности металлических конструкций и сооружений. Организовал в 1979 году лабораторию надёжности стальных конструкций при кафедре строительных конструкций и проектирования ИТФ ЯГУ.
Автор 148 опубликованных научных работ, в том числе 8 монографий, 3 учебников, 3 учебных пособий.
- Металлические конструкции. В 3-х томах. Учебник для строительных вузов (соавторы В. В. Горев, Г. И. Белый, Б. Ю. Уваров и др.) – М.: Высшая школа, 2004.
- Математическое моделирование при расчетах и исследованиях строительных конструкций (учебное пособие) (соавторы В. В. Горев, Н. Ю. Тезиков) – М.: Высшая школа, 2002.
- Влияние условий эксплуатации на работоспособность конструкций конвейерных галерей и жёстких стальных бункеров (соавторы А. А. Собакин, А. В. Варламов). – М.: Недра, 1995.
- Снеговые нагрузки на покрытиях зданий в условиях Севера (на примере Якутии) (соавторы А. Т. Копылов, Т. А. Корнилов, А. В. Рыков, М. К. Гаврилова). – М.: Наука, 2000.
- Эксплуатационная надежность металлических конструкций и сооружений производственных зданий в экстремальных условиях Севера. – М.: Наука, 2012.

Под его руководством защищены 14 кандидатских 2 докторские диссертации.
Участие в научных организациях
- член комиссии Отделения проблем энергетики, машиностроения, механики и процессов управления РАН;
- советник Российской академии архитектуры и строительных наук;
- член ОУС по энергетике, машиностроению, механике и процессов управления СО РАН;
- член научно-технического совета ОАО «Россети»;
- член научного совета «Металлические конструкции» Российской академии архитектуры и строительных наук;
- член Совета программы «Сибирь» СО РАН;
- член уставной комиссии Академии наук РС (Я);
- академик международной академии наук высшей школы.

## Награды
- Почётный работник высшей школы Российской Федерации (1993)[2]
- Государственная премия Республики Саха (Якутия) имени М. К. Аммосова в области государственного строительства (1997)[2]
- Золотая медаль Академии наук Республики Саха (Якутия) (2001)[2]
- Заслуженный деятель науки Республики Саха (Якутия) (2001)[1]
- Знак «Почётный работник высшего профессионального образования Российской Федерации» (1996)[1]
- Почётный гражданин Горного улуса[5]